# Загоровски манастир
Загоровският манастир е унищожен мъжки манастир, съществувал в село Загоровска Волица, Владимир-Волински уезд на Волинска губерния. Основан е преди 1566 г.
През 1719 г. той приема унията, а през 1839 г. е предаден на православната църква. През 1921 г., когато тази територия принадлежи на Полша, той отново е върнат на гръкокатолиците.
Унищожен е на 10 – 11 септември 1943 г. в хода на битката между германските войски и укрилите се в манастира отряди на Украинската въстаническа армия.